# Hans Riegel
Pour les articles homonymes, voir Riegel.
Pour le fils de Hans Riegel, patron du groupe Haribo jusqu'en 2013, voir Hans Riegel junior.
Hans Riegel (né le 3 avril 1893 à Bonn en Allemagne et mort le 31 mars 1945 au même lieu) est le fondateur de l'entreprise allemande de confiserie Haribo (ce nom étant l'abréviation de « HAns RIegel BOnn »).

## Biographie

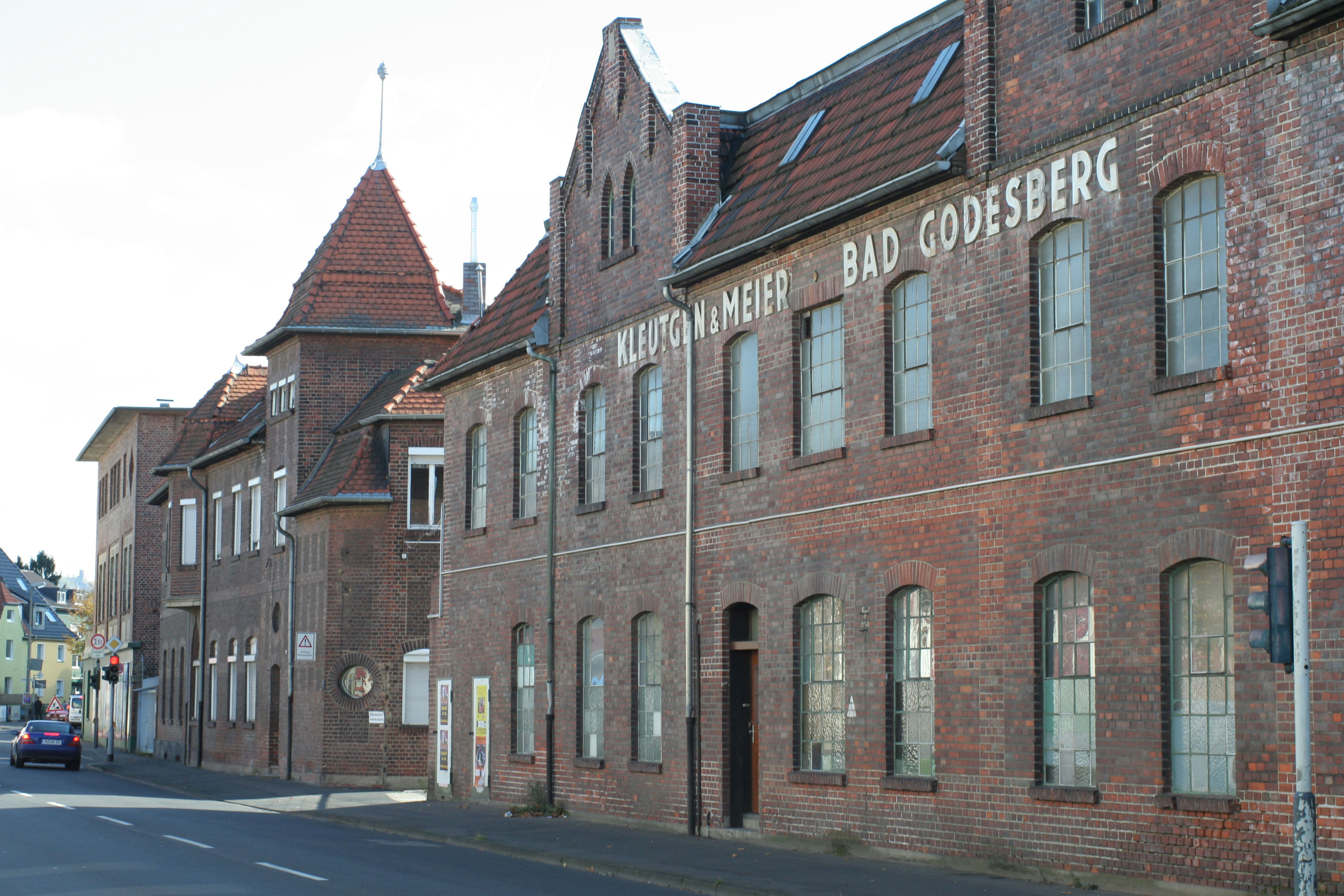
Début de carrière chez Kleutgen & Meier.

Fils de Peter et Agnes Riegel, Hans naît dans le quartier de Friesdorf (de) à Bonn.
Après la fin de sa scolarité, il suit une formation de confiseur dans l'entreprise Kleutgen & Meier, où il travaille plus de cinq ans. Il travaille ensuite à Neuss, puis à Osnabrück. Après la Première Guerre mondiale, il revient à Bonn chez Heinen, dans le quartier de Kessenich ; il parvient à devenir codirecteur de cette entreprise qui prend alors le nom de Heinen & Riegel.
Le 13 décembre 1920, il crée sa propre entreprise qu’il appelle Haribo. Selon l'entreprise, il a démarré celle-ci « avec un sac de sucre ». Hans Riegel a acheté une ancienne buanderie dans la Bergstraße à Kessenich, où il a installé et exploité lui-même la première usine de fabrication. Outre un sac de sucre, les premiers équipements de la société se réduisaient à une plaque de marbre de pâtissier, un tabouret, un poêle en brique, un chaudron en cuivre et un rouleau à pâtisserie.

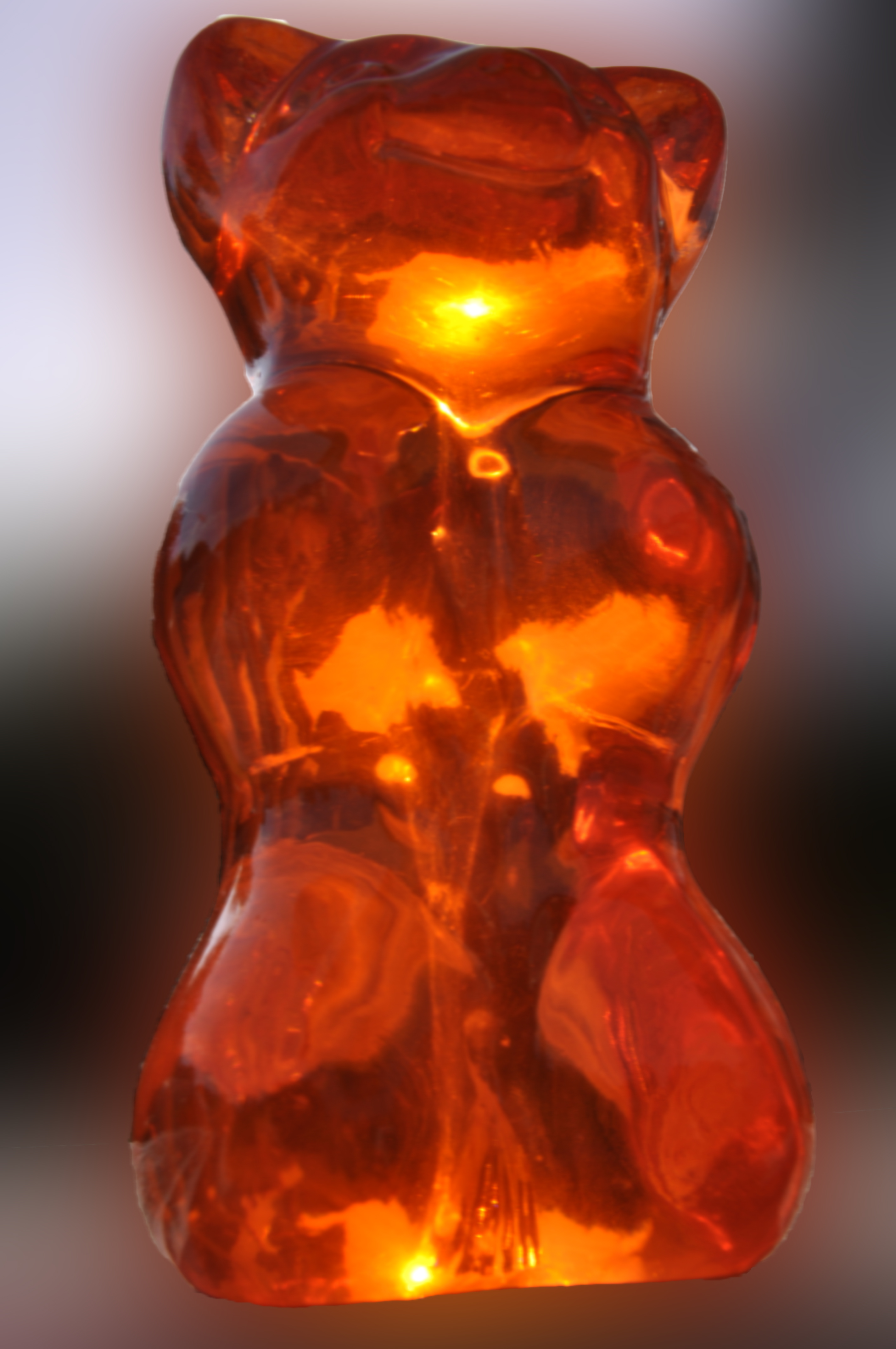
Marque de fabrique de l’entreprise Haribo

En 1921, il épouse Gertrud Vianden, qui est aussi sa première employée (elle s’occupe de la livraison de la marchandise à vélo). Ils auront trois enfants : Hans (1923-2013), Anita (1924-2004) et Paul (de) (1926-2009).
En 1922 il invente une friandise en forme d'ours en gomme gélifiée qui va être connue dans le monde entier : appelée Tanzbär à sa création, en référence à l'ours dansant qui distrayait les gens au Moyen Âge, elle est ensuite appelée Haribo-Goldbär (« Ours d’or d’Haribo »).
Son entreprise connaît un grand développement : à la fin de la Seconde Guerre mondiale, elle emploie déjà 400 personnes lorsqu'il meurt d'une crise cardiaque âgé de seulement 51 ans.